# 1961 في بيرو
فيما يلي قوائم الأحداث التي وقعت خلال عام 1961 في بيرو.

## رياضة
- 1 يناير – بطولة أمريكا الجنوبية لألعاب القوى 1961
- 1 يناير – بطولة أمريكا الجنوبية لكرة الطائرة للرجال 1961
- 1 يناير – دوري الدرجة الثانية البيروفي 1961 الفائز KDT Nacional [الإنجليزية]‏.

## مواليد

### يناير
- 1 يناير – غونزالو كاسترو دي لا ماتا ماتا

### يونيو
- 5 يونيو – فرناندو إيواساكي

### أغسطس
- 2 أغسطس – كارمين بيمنتل لاعبة كرة طائرة بيروفية.
- 22 أغسطس – رولاند سوزا سياسي بيروفي.

### نوفمبر
- 10 نوفمبر – فرانكو نافارو لاعب كرة قدم بيروفي.
- 25 نوفمبر – خورخي إف. تشافيز فارس من الولايات المتحدة الأمريكية.

## وفيات

### فبراير
- 4 فبراير – هاينز لورد (مواليد 1917) جراح من الولايات المتحدة الأمريكية.